# Акустооптика
Акустоо́птика — раздел физики, изучающий взаимодействие оптических и звуковых волн (акустооптическое взаимодействие), а также раздел техники, в рамках которого разрабатываются и исследуются приборы, использующие акустооптическое взаимодействие (акустооптические приборы).

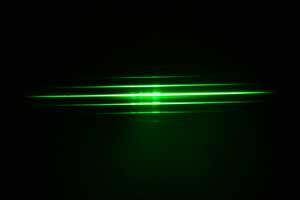
Дифракционное изображение при акустооптическом взаимодействии

Для обозначения широкого круга явлений, связанных с акустооптическим взаимодействием, иногда используют общий термин «акустооптический эффект». Практически в любом акустооптическом устройстве акустическая волна возбуждается с помощью того или иного электроакустического преобразователя, чаще всего пьезоэлектрического. Таким образом, акустооптические приборы управляются с помощью электрических сигналов (высокой частоты), которые вырабатываются в соответствующих электронных блоках управления. Акустооптику в связи с этим считают ветвью функциональной электроники.

## Основные акустооптические явления
- Дифракция света на ультразвуке (акустооптическая дифракция).
- Рефракция света на ультразвуке (акустооптическая рефракция).
- Усиление слабых акустических волн, а также их генерация под действием мощной оптической волны (фотоакустические или оптоакустические явления).

Соответственно, раздел физики (акустики), изучающий возбуждение акустических волн под влиянием оптической волны, называют фотоакустикой или оптоакустикой.
- Под воздействием мощной волны ультразвука в жидкости может наблюдаться, в свою очередь, генерация оптической волны — так называемая сонолюминесценция.

В узком смысле под акустооптическими явлениями понимают только дифракцию и рефракцию света на ультразвуке. Основным явлением, которое используется в современных акустооптических приборах, является акустооптическая дифракция.

## Применения акустооптических явлений
Акустооптический эффект широко применяется как в научных исследованиях, так и в технических устройствах. В частности, акустооптическим методом можно визуализировать акустические поля и контролировать качество прозрачных материалов. Акустооптические фильтры позволяют осуществлять дистанционный химический анализ среды. Кроме того, акустооптические устройства оказываются чрезвычайно эффективными для анализа высокочастотных радиосигналов. Важнейшей областью применений являются системы оптической обработки информации, включая элементы систем оптической связи и оптические компьютеры.
Разнообразные применения акустооптических приборов становятся возможными благодаря многогранности акустооптического эффекта, с помощью которого можно эффективно манипулировать всеми параметрами оптической волны. Так акустооптические устройства позволяют управлять интенсивностью лазерного излучения, положением оптического луча в пространстве, поляризацией и фазой оптической волны, а также спектральным составом и пространственной структурой оптических пучков.

## История
В 1922 году французский ученый Л. Бриллюэн теоретически предсказал экзотический на первый взгляд эффект рассеяния света на бегущих навстречу друг другу упругих волнах в среде.
В 1932 году П. Дебай и Ф. В. Сирс (Francis Sears), а также Р. Люкас и П. Бикар экспериментально наблюдали явление дифракции света на ультразвуковых волнах. 
История акустооптики тесно связана с именами советских и российских учёных, начиная с Л. И. Мандельштама, который начал свои исследования в этой области еще в годы Гражданской войны, и продолжая учеными советского периода (С. М. Рытова, С. В. Кулакова, В. Н. Парыгина, Ю. В. Гуляева, В. И. Пустовойта, В. В. Проклова, В. Б. Волошинова и др.); многие из них были за свои достижения в области акустооптики отмечены государственными наградами, а их работы имеют мировой приоритет. 
До сих пор российская школа акустооптики занимает лидирующие позиции в мировой науке. 
В настоящее время акустооптическое взаимодействие — это гибкий инструмент для разработки разнообразных устройств оптоэлектроники и фотоники в ультрафиолетовом, видимом, инфракрасном и даже терагерцевом диапазоне спектра электромагнитного излучения. Кристаллические акустооптические устройства серийно выпускаются и широко применяются в лазерной технике, радиотехнике и радиофотонике, оптической спектроскопии и видеоспектрометрии, дистанционном зондировании.

## Основные классы акустооптических приборов
- Модуляторы — позволяют управлять интенсивностью оптического излучения.
- Дефлекторы[англ.] — отклоняют оптический луч на определенный угол, а также осуществляют сканирование луча в пространстве.
- Перестраиваемые фильтры:
  - фильтры длин волн оптического излучения, или спектральные фильтры, — пропускают оптическое излучение только в определенном интервале длин волн, при этом «окно» пропускания может перестраиваться;
  - фильтры пространственных частот — управляют пространственной структурой оптического пучка (пропускают определенные пространственные частоты углового спектра (см. спектр) оптического излучения).
- Развёртывающие устройства — позволяют считывать оптическое изображение построчно и преобразовывать его с помощью одноэлементного фотодетектора в последовательность электрических сигналов.
- Анализаторы электрических сигналов (радиосигналов):
  - анализаторы спектра радиосигналов;
  - измерители фазы радиосигналов.
- Устройства регулируемой задержки — задерживают сигнал на определенное время, длительность которого, в отличие от твердотельных акустоэлектронных линий задержки, легко регулируется (положением оптического луча).
- Компрессоры радиоимпульсов — осуществляют сжатие электрических импульсов.
- Акустооптические процессоры — осуществляют те или иные математические операции над оптическими и акустическими сигналами. В частности:
  - корреляторы — вычисляют корреляцию двух сигналов;
  - конвольверы — выполняют математическую операцию свёртки двух сигналов;
  - матрично-векторные процессоры — выполняют операции линейной алгебры;
- Акустооптические системы с обратными связями:
  - системы стабилизации оптических и электрических параметров (например, системы стабилизации интенсивности оптического пучка);
  - электронно-акустооптические генераторы — автоколебательные системы, содержащие в качестве основного нелинейного элемента акустооптическое устройство; позволяют получать согласованные автоколебания электрических, акустических и оптических величин, включая регулярные и стохастические колебательные режимы;
  - бистабильные и мультистабильные системы — акустооптические системы, характеризующиеся двумя (бистабильность) или несколькими (мультистабильность) стабильными состояниями, между которыми возможно переключение при определенном внешнем воздействии; такие системы можно рассматривать как оптические аналоги электронных триггеров.

## Смежные с акустооптикой разделы
Не следует путать акустооптику и оптоакустику. Это отдельные дисциплины.
Современная акустооптика тесно связана не только со своими «материнскими» разделами физики — с акустикой и оптикой, но и с кристаллофизикой (активно исследуется акустооптическое взаимодействие в кристаллах), а также с прикладными дисциплинами, такими как оптоэлектроника и радиофизика.
В то время как в акустооптических приборах происходит преобразование акустических сигналов в оптические (а в фотоакустических системах оптические сигналы преобразуются в акустические), в акустоэлектронике изучаются системы со взаимным преобразованием акустических и электрических сигналов.
Родственной по отношению к акустооптике областью является лазерная виброметрия, рассматривающая методы оптического зондирования колеблющихся (вибрирующих) тел. 

Эффект фотоупругости, обеспечивающий акустооптическую дифракцию и рефракцию, лежит также и в основе поляризационно-оптического метода исследования статических деформаций материалов.